# Посмертные роды
Посмертные роды — трупное явление, связанное с освобождением матки мёртвой беременной женщины от плода через родовые пути из-за давления гнилостных газов, которые образуются внутри её брюшной полости. Процесс выдавливания плода наружу может сопровождаться выворачиванием матки, обычно он заканчивается через 48—72 часа после смерти матери.
В современной судебной литературе документирование посмертных родов отмечается в достаточно редких случаях, однако в историко-археологических публикациях факты посмертных родов фиксируются начиная с бронзового века.